# Paranectriella minuta
Paranectriella minuta är en svampart som först beskrevs av Clifford George Hansford, och fick sitt nu gällande namn av Piroz. 1977. Paranectriella minuta ingår i släktet Paranectriella och familjen Tubeufiaceae.   Inga underarter finns listade i Catalogue of Life.